# Tramwaje w Perpignan
Tramwaje w Perpignan − zlikwidowany system komunikacji tramwajowej we francuskim mieście Perpignan, działający w latach 1900−1955.

## Historia
Tramwaje w Perpignan uruchomiono we wrześniu 1900. Linia podmiejska o długości 13 km połączyła Perpignan z Canet. Dwie linie miejskie otwarto 1 lutego i 2 kwietnia 1901 odpowiednio Gare – Place de la Loge i Saint-Martin – Le Vernet. Drugą linię podmiejską otwarto w sierpniu 1909 pomiędzy Perpignan a Rivesaltes. Początkowo do obsługi sieci dysponowano 24 wagonami: 12 wagonami silnikowymi i 12 doczepnymi. W 1912 do obsługi sieci posiadano 16 wagonów silnikowych i 20 wagonów doczepnych. Po I wojnie światowej do obsługi sieci dysponowano 19 wagonami silnikowymi i 24 doczepnymi. W 1923 przewieziono 4,3 mln pasażerów. Po tym roku liczba przewożonych pasażerów zaczęła spadać. W 1935 zlikwidowano linię do Rivesaltes. W 1945 przewieziono 8 mln pasażerów. 21 września 1952 zamknięto linię pomiędzy place Arago i Le Vernet, która została zastąpiona linią trolejbusową. 1 stycznia 1954 została zlikwidowana linia do Canet. Powodem jej zamknięcia była chęć poszerzenia drogi. Ostatnią linię tramwajową zlikwidowano w październiku 1955. 